# Томпсон, Дэнни
Дэниел Генри Эдвард Томпсон (англ. Daniel Henry Edward Thompson; род. 4 апреля 1939, Тинмут, Девон) — английский мультиинструменталист, наиболее известный как контрабасист. За свою долгую музыкальную карьеру он играл с самыми разными музыкантами, в частности, с Ричардом Томпсоном и Джоном Мартином.
В течение четырёх лет, с 1964 по 1967 год, он был участником группы Blues Incorporated Алексиса Корнера, руководил трио, в состав которого входил гитарист Джон Маклафлин, и был одним из основателей британской фолк-джазовой группы «Pentangle». С 1987 года он также записал четыре сольных альбома. В 1990 году он принял ислам.

## Биография и карьера
Томпсон родился в Тинмуте, Девон, Англия. Его отец, шахтёр, вступил в Королевский флот в начале Второй мировой войны и погиб в бою, будучи экипажем подводных лодок. Когда Томпсону было 6 лет, семья переехала в Лондон, и он вырос в рабочем районе Баттерси. В школе он играл в футбол и был игроком юниорского клуба «Челси», за который болеет с тех пор. В школе он учился игре на гитаре, мандолине, трубе и тромбоне, прежде чем остановился на контрабасе в качестве своего любимого инструмента.
Томпсон был участником фолк-джазовой группы «Pentangle» на протяжении всего её первого существования (1967–1973), а также в некоторых последующих версиях и воссоединениях. В 1987 году Томпсон выпустил свой дебютный сольный альбом «Whatever», который получил признание критиков.
Хотя у него и были собственные релизы альбомов, Томпсон в основном был сессионным музыкантом, участвовавшим в записях и турах других артистов, например, с Джоном Мартином и с Ричардом Томпсоном, который ему не приходится родственником (например, «Mirror Blue», «The Old Kit Bag» и концертный DVD «Richard Thompson Live in Austin Texas», транслировавшийся по телевидению концертов «Austin City Limits»).
Дэнни Томпсон жил в Клоптоне, графство Суффолк, в конце 1970-х — начале 1980-х годов с женой Дафной и сыном Дэном (Дэнни-младшим, впоследствии барабанщиком группы «Hawkwind» (1985–1988)). В начале 1980-х он вернулся в Лондон. В 2007 году он получил премию BBC Radio 2 Folk Awards за достижения всей жизни.
В начале 1980-х годов он тесно сотрудничал с режиссёром-документалистом Роем Девереллом и написал музыку к двум его отмеченным наградами фильмам: «Эхо дикой природы» и «Страсть защищать». Эти фильмы рассказывают о новаторской работе Джона Аспиналл с исчезающими млекопитающими.
Он принял ислам в 1990 году, взяв мусульманское имя Хамза (англ. Hamza).
В период с 1995 по 2013 год он был участником «домашнего оркестра» в пяти из шести сезонов трансатлантических сессий BBC/RTE.

## Частичная дискография

### Alexis Korner's Blues Incorporated
- Red Hot from Alex (1964)
- Sky High (1966)
- Blues Incorporated (1967 – re-issue of Sky High)

### Алексис Корнер
- I Wonder Who (1967)
- A New Generation of Blues (1968)

### Pentangle
- The Pentangle (1968)
- Sweet Child (1968)
- Basket of Light (1969)
- Cruel Sister (1970)
- Reflection (1971)
- Solomon's Seal (1972)
- Open the Door (1984)

### Дэнни Томпсон
- Whatever (1987)
- Whatever Next (1989)
- Elemental (1990)
- Whatever’s Best (1995)
- Danny Thompson & Peter Knight (1995) Resurgence – RES108CD[9]
- Connected (2012)[10]

### Дэнни Томпсон,Алан ХолдсуортиДжон Стивенс
- Propensity (2009, recorded 1978)

### Dizrhythmia
- Dizrhythmia (1988)
- Too (2016)

### Ричард Томпсон
- Hand of Kindness (1982)
- Amnesia (1988)
- Mirror Blue (1994)
- Live at Crawley (1995)
- You? Me? Us? (1996)
- Two Letter Words (1996)
- Celtschmerz (1998)
- Mock Tudor (1999)
- Semi-Detached Mock Tudor (2002)
- The Old Kit Bag (2003)
- Ducknapped! (2003)
- Live from Austin, TX (2005)
- Sweet Warrior (2007)

### Ричард Томпсон и Дэнни Томпсон
- Live at Crawley (1995)
- Industry (1997)

### Джон Торни Дэнни Томпсон
- Watching the Well (2010)

### Остальные
За свою карьеру Дэнни Томпсон принял участие в записи десятков альбомов и синглов. Ниже представлена лишь небольшая подборка.
- ABC: Alphabet City (1987)
- Скин: Fleshwounds (2003)
- Аюо Такахаши: Songs from a Eurasian Journey (1997)
- Ричард Барбиери: Stranger Inside (2008)
- The Blind Boys of Alabama: Spirit of the Century (2001)
- Сэм Браун: Stop! (1988)
- Тим Бакли: Dream Letter: Live in London 1968 (1968)
- Кейт Буш: The Dreaming (1982); Hounds of Love (1985); 50 Words for Snow (2011); Director's Cut (2011)
- Кристин Коллистер: The Dark Gift of Time (1998); An Equal Love (2001)
- Грэм Коксон: The Spinning Top (2009)
- Барбара Диксон: Don't Think Twice (1992); Dark End of the Street (1995)
- Донован: Barabajagal (1968); HMS Donovan (1971); Essence to Essence (1973); Love Is Only Feeling (1981); Sutras (1996); Beat Cafe (2004)
- Ник Дрейк: Five Leaves Left (1969)
- Everything But The Girl: Amplified Heart (1994)
- Марианна Фейтфулл: North Country Maid (1966); The World of Marianne Faithfull (1970)
- Питер Гэбриел: Up (2002)
- Дэйви Грэм: Folk Blues & Beyond (1965); Large as Life & Twice as Natural (1968); Hat (1969); Fire in the Soul (1999)
- Mara!: Images (1984); On the Edge (1987)
- Бу Хевердин: Baptist Hospital (1995)
- Мэри Хопкин: Earth Song/Ocean Song (1971); Live at the Royal Festival Hall 1972 (2005)
- Хантер Маскетт: Every Time You Move (1970)
- The Incredible String Band: The 5000 Spirits (1967); Hard Rope & Silken Twine (1973)
- Берт Дженш: Birthday Blues (1969); Moonshine (1972); L.A. Turnaround (1974); Avocet (1979); Sketches (1990)
- Тэсмин Арчер: Great Expectations (1992)
- Линда Льюис: Fathoms Deep (1973)
- Майк Линдуп: Changes (1990)
- Magna Carta: Lord of the Ages (1973)
- Джон Мартин: Bless the Weather (1972); Solid Air (1973); Inside Out (1973); Sunday's Child (1975); Live at Leeds (1975); One World (1977); On the Cobbles (2004)
- Джон Мартин & Беверли Мартин: The Road to Ruin (1970)
- Сепсет Криса МакГрегор: Up to Earth (1969. выпущен в 2008 году компанией Fledg'ling CD, Stamford Audio vinyl)
- Лорина Маккеннитт: The Book of Secrets (1997)
- Ральф Мактелл: Easy (1974)
- Элисон Мойе: Hoodoo (1991)
- Даффи Пауэр (как Duffy's Nucleus): сингл Mary Open the Door/Hound Dog(1967; переиздан на различных сборниках)[11]
- Дэва Премал: Dakshina (2005)
- Клифф Ричард: Congratulations (1968)
- Эндрю Риджли: Son of Albert (1990)
- С. Е. Роги: Dead Men Don't Smoke Marijuana (1997)
- Даррелл Скотт: Theatre of the Unheard (2003); Live in NC (2004)
- Сонгай.  Сотрудничество с группой Фламенко Кетама и исполнителем кора Тумани Дьябате: Songhai (1988); Songhai 2 (1994)
- Род Стюарт: Every Picture Tells a Story (1971)
- Дэвид Силвиан: Brilliant Trees (1984); Secrets of the Beehive (1987)
- Talk Talk: The Colour of Spring (1986); Spirit of Eden (1988)
- Тандербёрды: Международные спасатели: (theme tune) (1964)
- T. Rex: Light of Love (1974); Zinc Alloy and the Hidden Riders of Tomorrow (1974)
- Лаудон Уэйнрайт III: I'm Alright (1985); More Love Songs (1986); Therapy (1989)
- Давуд Уорнсби: Vacuous Waxing (2004)
- Вивиан Стэншолл: Crank (1991)
- Эрик Бибб & North Country Far: The Happiest Man in the World (2016)